# Wilfried Kindermann
Wilfried Kindermann (né le 4 septembre 1940 à Halle) est un athlète allemand, spécialiste du 400 mètres.

## Biographie
Il remporte la médaille d'or du relais 4 × 400 mètres lors des championnats d'Europe de 1962, à Belgrade, en compagnie de Johannes Schmitt, Hans-Joachim Reske et Manfred Kinder. 

### Palmarès
| Date | Compétition           | Lieu     | Résultat | Épreuve   | Performance |
| ---- | --------------------- | -------- | -------- | --------- | ----------- |
| 1962 | Championnats d'Europe | Belgrade | 1er      | 4 × 400 m | 3 min 5 s 8 |

### Records
| Épreuve | Performance | Lieu | Date |
| ------- | ----------- | ---- | ---- |
| 400 m   | 46 s 3      |      | 1963 |